# CONTOUR
COmet Nucleus TOUR  (CONTOUR) var en rymdsond i NASAs Discovery-program, som sköts upp från Cape Canaveral Air Force Station den 3 juli 2002 med en Delta II-raket. 
Farkosten byggdes av Applied Physics Laboratory (APL) vid Johns Hopkins University.
Målet med flygningen var att studera minst två kometer och att testa utrustning framtagen för framtida rymdsonder. För förbiflygningarna valde man de båda kometerna 2P/Encke och 73P/Schwassmann–Wachmann.
Man förlorade kontakten med rymdsonden i samband med att den skulle placeras i omloppsbana runt solen den 15 augusti 2002. Senare undersökningar har visat minst tre nya objekt i en omloppsbana runt solen. Detta ses som bevis för att rymdsonden brutits sönder.